# سارا سلیمانی
سارا سلیمانی (عبری:שרה סולימנ) زادهٔ ۴ سپتامبر ۱۹۸۲ هنرپیشه، نویسنده و بازیگر تئاتر انگلیسی است. از نقش‌های معروف او می‌توان به بازی در سریال او و او (Him & Her) و تحصیلات بد، نگاه عشق، چگونه یک دختر درست کنیم و بچه بریجت جونز اشاره کرد.

## زندگی‌نامه
سلیمانی در لندن از پدر یهودی ایرانی و مادر ایرلندی زاده شد و در لندن بزرگ شد. او در ۱۶ سالگی مادر خود را از دست داد. وی کارشناسی ارشد علوم سیاسی را از دانشگاه کمبریج دریافت کرد.

## در عرصه شغلی
در سال ۲۰۱۱ کتاب بارون را نوشت که جوایز زیادی دریافت کرد. در سال ۲۰۱۲ در نقش مریم در تئاتر المیدا ظاهر شد. اولین فیلم او میس هندرسون ارائه می‌کند بود. موفقیت او از سریال «او و او» در بی‌بی‌سی شروع شد. در سال ۲۰۱۲ سلیمانی در سریال تحصیلات بد شروع به کار کرد.

## زندگی شخصی
سلیمانی با دانیال اینگرام ازدواج کرده است. همسر او در زمینه تولید انرژی فعال است و مسئول اصلی کنفرانس تغییر آب و هوا در اسرائیل بود. در سال ۲۰۱۳ سلیمانی دختری به نام ثریا به دنیا آورد.